# Пурієвич Костянтин Адріанович
Костянти́н Адріа́нович Пуріє́вич (* 16 (28) травня 1866, Житомир — † 18 серпня (31 серпня) 1916, село Ізабелівка Подільської губернії) — український ботанік та  фізіолог рослин. Автор профільних підручників та низки німецькомовних наукових праць, присвячених аспектам рослинного фотосинтезу. 

## Біографічні дані
Народився в родині настоятеля Михайлівського храму Житомира отця Андріана Пурієвича, відомого вченого-статистика. Закінчивши із золотою медаллю Житомирську Першу чоловічу гімназію (1884)  Костянтин Пурієвич ступив на наукову стезю. 
1890 закінчив Київський університет святого Володимира. Доцент (з 1893) за працю "Образование и распадение органических кислот у высших растений". Тоді ж вирушає у професійне відрядження до Німеччини, а після повернення 1897 в Україну читав курси фізіології рослин у рідному університеті. 1898 за працю "Физиологические исследования над опоражниванием вместилищ запасных веществ при прорастании" зведений у ступінь доктора ботаніки. 
З 1900 професор Київського університету.
Досліджував перетворення в рослинах органічних кислот, явищ зв'язаних з проростанням насіння, коефіцієнтів скористування сонячної енергії при фотосинтезі. Став визначним українським фізіологом рослин, займався найскладнішими проблемами енергетики фотосинтезу (тобто перетворення рослинами енергії сонячних променів і виробництва листями кисню). 
Автор низки підручників для вузів.

## Наукові твори
- "Ueber die Stickstoffassimilation bei den Schimmelpilzen" ("Berichte d. Deutsch. botan. Gesellschaft", 1895);
- "Ueber die Wabenstructur der pflanzlichen organisierten Korper" (там же, 1897);
- "К вопросу о накоплении и растворении крахмала в растительной клетке" ("Записки Киевского Общества Естеств.", 1898);
- "Ueber die Spaltung der Glycoside durch Schimmelpilze" ("Ber. d. Deutsch. botan. Ges.", 1898);
- "Physiologische Untersuchungen ueber die Athmung der Pflanzen" ("Jahrb. f. wissensch. Botanik", 1900);
- "Influence de la temperature sur la respiration des vegetaux" ("Annales des sciences naturelles", 1905);
- "О зависимости между процессами испарения воды и разложения углекислоты у растений" ("Записки Киевского Общества Естеств.", 1906).